# 小焦兰
小焦兰，是匈牙利绍莫吉州所辖的一个村。总面积9.41平方公里，总人口191，人口密度20.3人/平方公里（2011年1月1日）。